# Блумингтон (Иллинойс)
Блу́мингтон (англ. Bloomington) — город  в округе Мак-Лейн, штат Иллинойс, на севере Соединённых Штатов Америки.
По переписи населения 2010 года в здесь проживали 76 610 человек.

## География
Блумингтон расположен на высоте 243 метра (797 футов) над уровнем моря (40°29′03″ с. ш. 88°59′37″ з. д.). Находится по соседству с городом Нормал, вместе их называют «городами-побратимами», «Блумингтон-Нормалом», «БиНорм» и др. Блумингтон находится в самом сердце Центрального Иллинойса, примерно в 200 км к юго-западу от Чикаго, 250 км к северо-востоку от Сент-Луиса и в 100 км к северо-востоку от столицы штата — Спрингфилда.
Согласно данным Бюро переписи населения США, город имеет общую площадь 58,3 км² (22,5 миль²), из которых 100 % территории — суша.

## Демография
По данным переписи населения 2000 года, общая численность населения составляла 72 416 человек. Зарегистрировано 26 642 домовладений и 15 718 семей. По данным переписи 2010 года население выросло до 76 610 человек.
Распределение населения по расовому признаку:
- белые — 84,92 %
- афроамериканцы — 8,64 %
- коренные американцы — 0,18 %
- азиаты — 3,02 %
- латиноамериканцы — 3,32 % и др.

В 2000 году насчитывалось 26 642 домовладений, в 30,7 % из них имелись дети в возрасте до 18 лет, которые жили вместе с родителями, 46,3 % домовладений — супружеские пары, живущие вместе, 9,7 % — женщины без мужей, а 41,0 % не имели семьи. 9,1 % всех домовладений состоят из одиноких людей в возрасте 65 лет и старше. Средний размер домовладения 2,34 человек, а средний размер семьи — 3,04.
Распределение населения по возрасту:
- до 18 лет — 24,9 %
- от 18 до 24 лет — 12,5 %
- от 25 до 44 лет — 33,3 %
- от 45 до 64 лет — 19,3 %
- от 65 лет — 9,3 %

Средний возраст составил 32 года. На каждые 100 женщин приходилось 94,1 мужчин. На каждые 100 женщин возрастом 18 лет и старше — 91,0 мужчин.
Годовой доход на домовладение составляет в среднем $ 46 496, на семью — $ 61 093. Доход на душу населения — $ 24 751. Средний доход мужчин — $ 41 736, женщин — $ 29 077.

## История
Современный Блумингтон находится на окраине большой рощи, которой пользовались представители народа Кикапу и первые поселенцы, прибывшие сюда в из Европы в начале 1820-х годов.

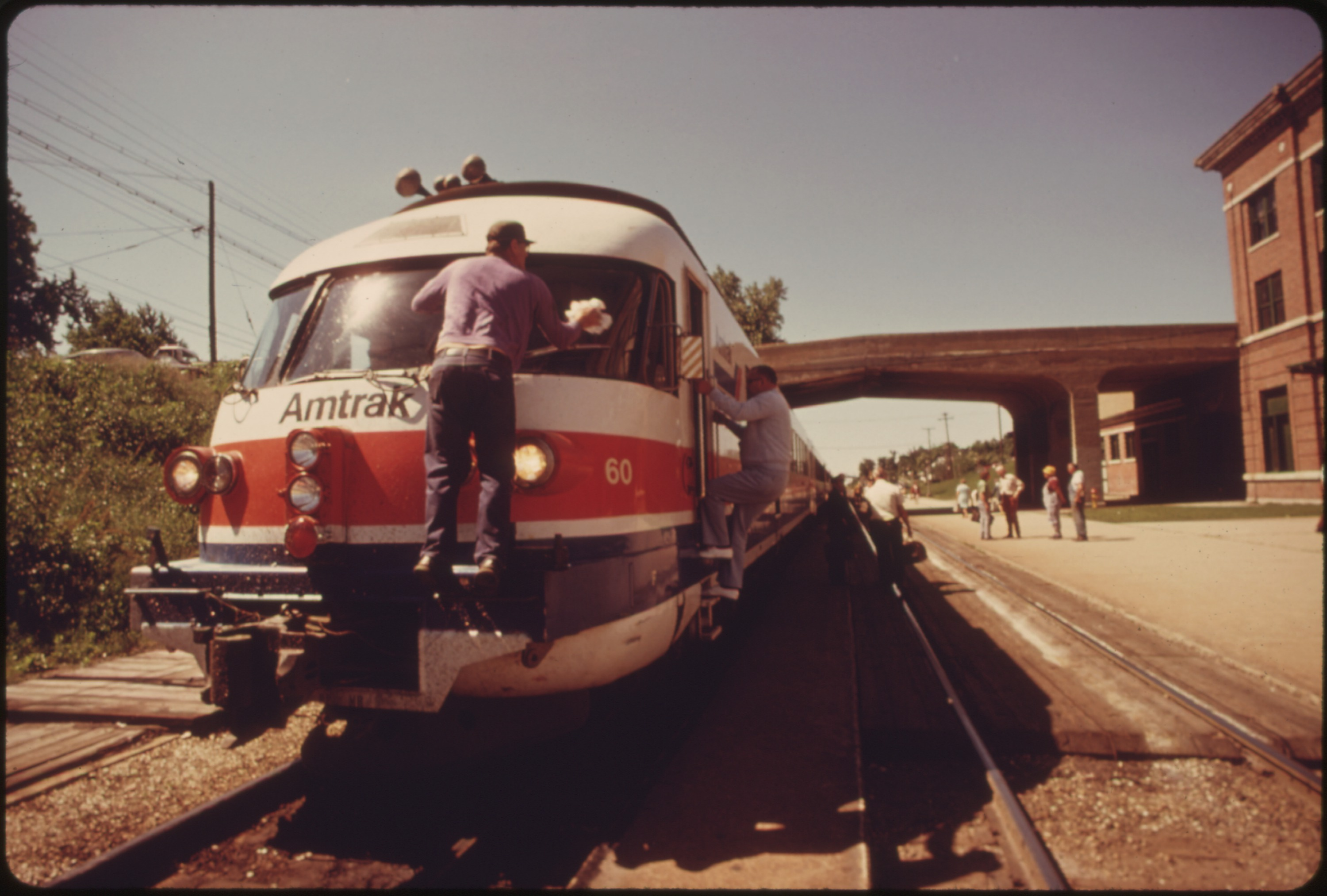
Поезд корпорации Amtrak в Блумингтоне (1974)

25 декабря 1830 года был создан округ Мак-Лейн, для которого нужно было основать главный город округа. Будущему городу присвоили название Блумингтон, однако место под него ещё не было выбрано.
Джеймс Аллен, один из промоутеров созданного округа, передал в дар новому городу 240 000 м² собственной земли, на которой и началось строительство Блумингтона. Дорожная сеть в те времена была очень слабо развита, но благодаря богатым почвам сюда устремились фермеры, активно развивавшие здесь свой бизнес. Со всего региона в город приезжали торговать и работать, в числе приезжих был и Авраам Линкольн, который работал адвокатом в соседнем Спрингфилде.
В 1900 году Блумингтон охватил крупный пожар, который уничтожил большую часть города, особенно пострадали районы к северу и к востоку от здания суда. Тем не менее, удалось быстро его восстановить по проектам местных архитекторов Джорджа Миллера и Пола Мореца.
В течение первых двух десятилетий XX века Блумингтон продолжал расти. Развивалось сельское хозяйство, строились автомобильные и железные дороги, начинал создаваться страховой бизнес, что в итоге сильно отразилось на будущем города. Блумингтон стал региональным торговым центром, привлекавшим предпринимателей из соседних округов. Активно создавались и росли профсоюзы.
В 1917 году Мозер Джонс, работавший водителем трамвая, в знак протеста против сокращения заработной платы перекрыл движение своим транспортным средством. Началась забастовка, которая стала набирать силу и для её прекращения была введена национальная гвардия.

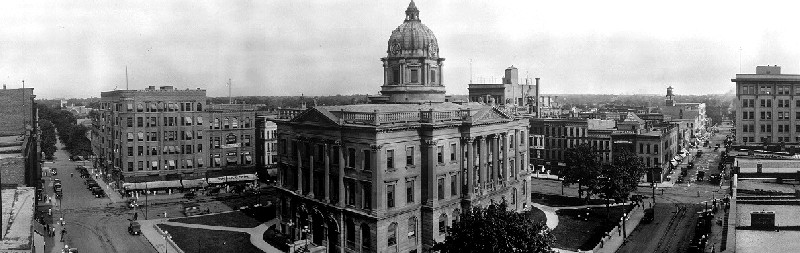
Панорама Блумингтона (1914)

В 1926 году после открытия знаменитой автомагистрали Route 66 и расширения железнодорожной сети Блумингтон стал привлекательным и удобным для посещения местом не только для бизнесменов, но и для туристов. Центр города и ныне сохраняет своё очарование множеством старых зданий и дружелюбными жителями.
В 1955 году город был награждён премией «All-America City Award» (с англ. — «Всеамериканский город») присуждаемой Национальной гражданской лигой, которую неофициально называют «Нобелевской премией за конструктивное гражданство» и которая выдается за активную гражданскую позицию жителей некорпоративных сообществ Соединённых Штатов в жизни местного самоуправления.

## Культура и отдых

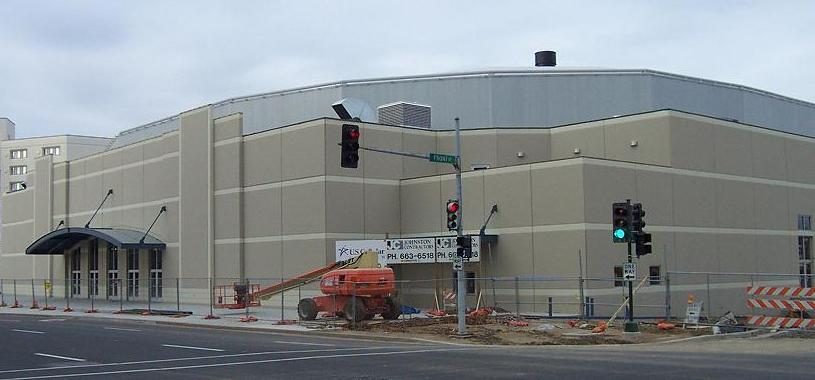
Ледовая арена U.S. Cellular Coliseum на завершающем этапе строительства (2005)

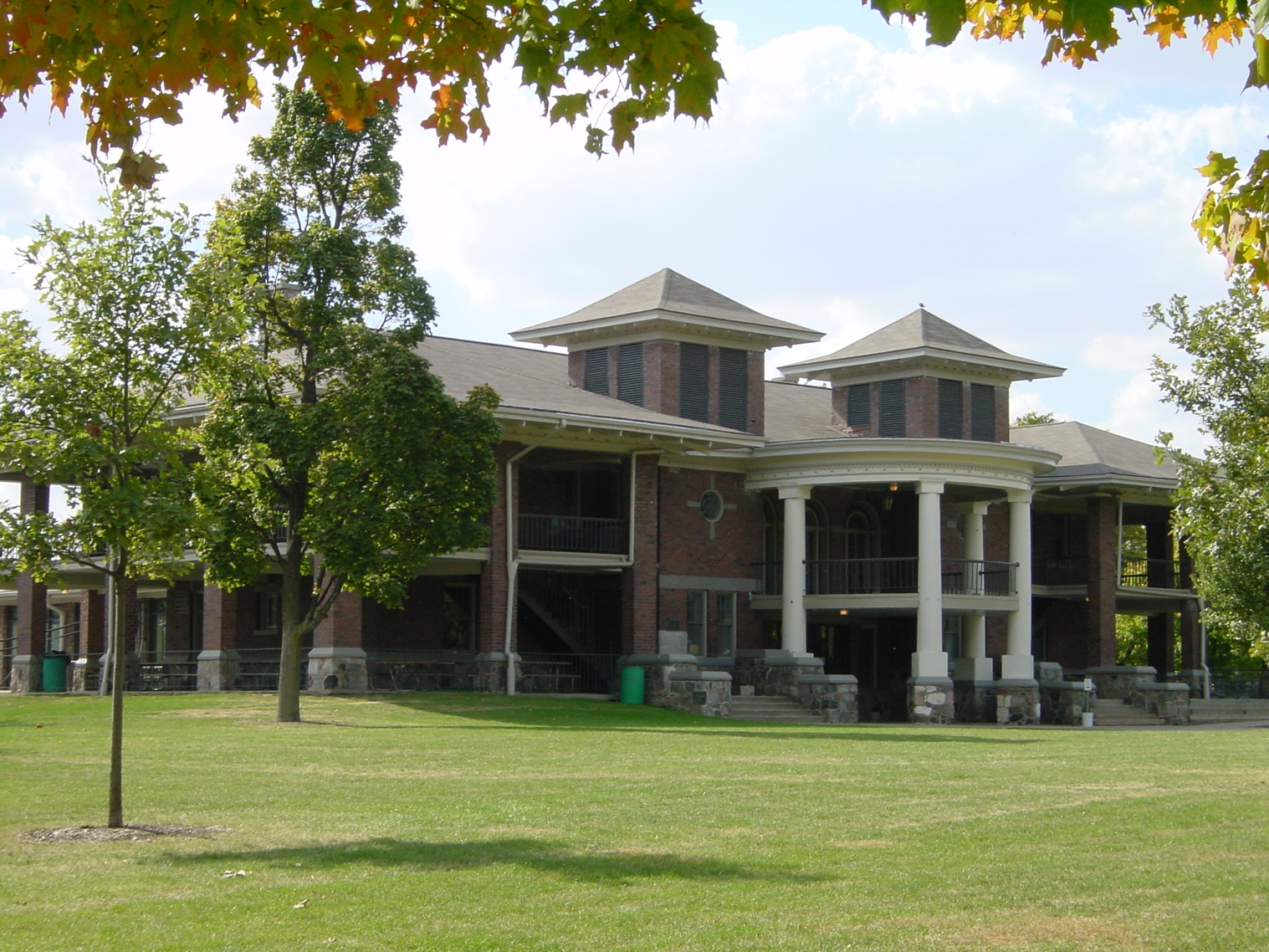
Павильон и военный мемориал в Миллер-парке, здесь высечены имена жителей Центрального Иллинойса, погибших или пропавших без вести во время войн в Корее и Вьетнаме

Блумингтон располагает обширными зелёными зонами, множеством парков, полей для гольфа и спортивных сооружений. Уделяется большое внимание искусству, развитию творчества, а также досугу детей и молодёжи.
В 2005 году издание Golf Digest присвоило Блумингтон-Нормалу титул «Пятый лучший американский город для гольфа» в рейтинге «Лучшие в Америке». Оценка проводилась по таким критериям, как доступность гольфа, погода, стоимость игры и качество полей.
- Семейный парк развлечений Грейди — парк аттракционов в Блумингтон-Нормале. Также оснащён 18-луночным мини-гольфом[8].
- Ледовый центр Пепси — общественный закрытый каток с размером поля 61х26 метров. В центре действуют обучающие программы по катанию на коньках, хоккею и кёрлингу[9].
- U.S. Cellular Coliseum — ледовая арена на юго-западе города, открывшаяся в 2006 году. Общая площадь — около 17 тыс. м², количество мест — 7 тыс. с возможностью увеличения до 8 тыс. Объект может трансформироваться в театр с выдвижным занавесом и количеством мест от 2,5 до 5 тыс. С момента открытия здесь прошли многие мероприятия, включая хоккейные матчи, концерты, семейные шоу, ледовые шоу и различные выставки[10].
- Зоопарк в Миллер-парке. Здесь содержатся редкие виды животных и птиц, включая обезьян Саки, красного ибиса, носух, мармозеток, агути, слоновых и шпороносных черепах, поющих собак, белоголовых орланов, краснохвостого сарыча, рыжего волка и др.[11]
- Блумингтонский центр театрального искусства — центральный элемент нового культурного района города. Располагает 1200-местным залом с самым современным световым и звуковым оборудованием. В настоящее время театральный сезон представлен гастролями деятелей искусств национального уровня. Ежегодно в центре проводится более 400 спектаклей и общественных мероприятий. Здесь же выступает Иллинойсский симфонический оркестр[12].
- Театр актёров коммуны — один из старейших театров города, открытый в 1923 году, полностью состоит из добровольцев[13].
- «Замок». Театр, открытый в 1916 году. Располагает 1000-местным залом, созданным известной в США корпорацией Balaban & Katz. «Замок» проводит концерты живой музыки, корпоративные, общественные и частные мероприятия[14].
- Музей авиации. Включает памятные вещи, мини-театр и авиационную выставку, содержащую сохранившиеся самолёты Bell Super Cobra, Bell Iroquois, F-14, T-33, T-38, A-4, A-7, F-4 и F-100.

## Экономика
Значительную часть жителей Блумингтона составляют сотрудники группы компаний State Farm Insurance, Университета штата Иллинойс, компании Country Financial, школьного объединения № 5 и завода Mitsubishi Motors.

## Образование

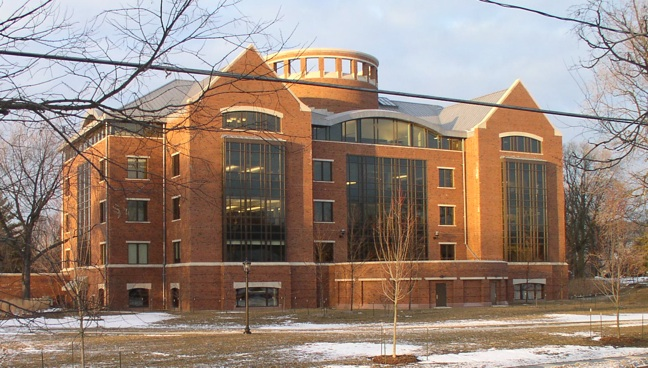
Библиотека Эймса (2003)

Кроме средних и начальных школ, обслуживаемых двумя школьными округами, в Блумингтоне расположен Уэслианский университет Иллинойса (англ. Illinois Wesleyan University) — частный университет с общежитиями для постоянного проживания студентов. Основан в 1850 году, в 1854 году была приобретена центральная часть нынешнего кампуса, где в 1856 году построено первое здание. Университет включает 17 подразделений и предлагает 50 образовательных программ. Здесь учатся более 2 тыс. студентов и работают чуть менее 200 преподавателей. В состав университета входят Колледж свободных искусств, Колледж изящных искусств, а также Школа медицинских сестёр. Кроме него в соседнем городе Нормал расположен Университет штата Иллинойс.

## Города-побратимы
У Блумингтона 2 города-побратима:
- Нормал, Иллинойс, США[17]
- Владимир, Россия (1989г.)

## Известные жители и уроженцы
- Джордж Линкольн Рокуэлл — подполковник военно-морских сил США, основатель Американской нацистской партии.
- Эдлай Эвинг Стивенсон I — американский политик и 23-й вице-президент США с 1893 по 1897 год.
- Эдлай Эвинг Стивенсон II — политический деятель, юрист.
- Дон Апшоу — американская певица (сопрано).
- Фредерик Ремингтон — американский художник, иллюстратор и скульптор, известный своими произведениями на тему Дикого Запада.
- Джон Уэсли Пауэлл — американский военный деятель, путешественник, исследователь, географ.
- Рэйчел Кро́зерс (1878—1958) — американский драматург и театральный режиссёр.